# Mateen Cleaves
Mateen Ahmad Cleaves (Flint, 7 settembre 1977) è un ex cestista statunitense.

## Carriera
È stato selezionato dai Detroit Pistons al primo giro del Draft NBA 2000 (14ª scelta assoluta).

## Statistiche

### College
| Anno      | Squadra      | PG  | PT  | MP   | TC%  | 3P%  | TL%  | RP  | AP  | PRP | SP  | PP   |
| --------- | ------------ | --- | --- | ---- | ---- | ---- | ---- | --- | --- | --- | --- | ---- |
| 1996-1997 | MSU Spartans | 29  | 24  | 25,9 | 40,1 | 23,7 | 72,2 | 2,5 | 5,0 | 0,6 | 0,1 | 10,2 |
| 1997-1998 | MSU Spartans | 30  | 29  | 33,5 | 40,0 | 33,6 | 70,3 | 2,5 | 7,2 | 2,4 | 0,2 | 16,1 |
| 1998-1999 | MSU Spartans | 38  | 38  | 31,2 | 40,6 | 29,2 | 78,7 | 1,6 | 7,2 | 1,8 | 0,1 | 11,7 |
| 1999-2000 | MSU Spartans | 26  | 24  | 31,5 | 42,1 | 37,6 | 75,6 | 1,8 | 6,9 | 1,4 | 0,2 | 12,1 |
| Carriera  | Carriera     | 123 | 115 | 30,6 | 40,6 | 31,3 | 73,8 | 2,1 | 6,6 | 1,6 | 0,1 | 12,5 |

### NBA

#### Regular season
| Anno      | Squadra             | PG  | PT | MP   | TC%  | 3P%   | TL%  | RP  | AP  | PRP | SP  | PP  |
| --------- | ------------------- | --- | -- | ---- | ---- | ----- | ---- | --- | --- | --- | --- | --- |
| 2000-2001 | Detroit Pistons     | 78  | 8  | 16,3 | 40,0 | 29,4  | 70,8 | 1,7 | 2,7 | 0,6 | 0,0 | 5,4 |
| 2001-2002 | Sacramento Kings    | 32  | 0  | 4,8  | 44,1 | 25,0  | 88,9 | 0,3 | 0,8 | 0,2 | 0,0 | 2,2 |
| 2002-2003 | Sacramento Kings    | 12  | 0  | 4,6  | 26,1 | 100,0 | 75,0 | 0,7 | 0,8 | 0,2 | 0,0 | 1,3 |
| 2003-2004 | Cleveland Cavaliers | 4   | 2  | 23,0 | 30,4 | 0,0   | 50   | 1,8 | 4,8 | 1,0 | 0,5 | 3,8 |
| 2004-2005 | Seattle S.Sonics    | 14  | 0  | 4,6  | 35,7 | 0,0   | 75   | 0,4 | 0,5 | 0,1 | 0,0 | 0,9 |
| 2005-2006 | Seattle S.Sonics    | 27  | 0  | 8,5  | 35,2 | 25,0  | 79,2 | 0,5 | 1,6 | 0,1 | 0,1 | 2,7 |
| Carriera  | Carriera            | 167 | 10 | 11,2 | 38,9 | 26,7  | 72,8 | 1,0 | 1,9 | 0,4 | 0,0 | 3,0 |

#### Massimi in carriera
- Massimo di punti: 19 vs Milwaukee Bucks (4 novembre 2000)[1]
- Massimo di rimbalzi: 7 (4 volte)
- Massimo di assist: 9 vs Chicago Bulls (3 aprile 2001)
- Massimo di palle rubate: 5 vs Minnesota Timberwolves (15 dicembre 2000)

## Palmarès
- McDonald's All-American Game (1996)
- Campione NCAA (2000)
- NCAA Final Four Most Outstanding Player (2000)
- NCAA AP All-America First Team (1999)
- 2 volte NCAA AP All-America Second Team (1998, 2000)